# Iglesia de Santa María del Puy (Tolva)
La Iglesia de Santa María del Puy, o de Nuestra Señora del Puy, es una iglesia situada en el municipio de Tolva, en la provincia de Huesca (España).

## Descripción
La iglesia fue consagrada el 1 de marzo de 1130 por el obispo de Roda de Isábena, Pedro, contemporáneo de Alfonso I de Aragón. Originariamente el templo era de estilo románico, pero se rehízo a principios del siglo XV. El campanario, recientemente restaurado, no se acabó hasta el siglo XVI. También poseía un cementerio «in circuito».
El altar mayor siempre ha estado dedicado a Santa María del Puy. Hacia 1615 poseía los altares del Rosario, de San Antonio de Padua, de San Juan Bautista y del Crucifijo. A mediados del siglo XVIII se añadió el de San Francisco Javier. A juzgar por el tímpano partido de la fachada, de estilo neoclásico, muy probablemente sufrió una remodelación en esa época, tanto en el interior como en el exterior.
Hasta 1445 la comunidad religiosa que atendía esta parroquia se componía de siete racioneros y dos beneficiados (San Salvador y Santa Águeda). Doscientos años más tarde aumentaba el número de beneficiados a cinco, añadiendo Santiango, San Juan y Santa Anastasia.
Hay que destacar también la portalada románica, que fue trasladada desde la antigua iglesia parroquial de San Justo y San Pastor, en el núcleo de Fals.